# Mussig
Mussig är en kommun i departementet Bas-Rhin i regionen Grand Est (tidigare regionen Alsace) i nordöstra Frankrike. Kommunen ligger i kantonen Marckolsheim som tillhör arrondissementet Sélestat-Erstein. År 2022 hade Mussig 1 124 invånare.

## Befolkningsutveckling
Antalet invånare i kommunen Mussig
| Referens: INSEE |